# Heiligenstedtenerkamp
Heiligenstedtenerkamp es un municipio situado en el distrito de Steinburg, en el estado federado de Schleswig-Holstein (Alemania). Tiene una población estimada, a fines de enero de 2023, de 729 habitantes.
Forma parte de la mancomunidad de municipios (en alemán, amt) de Itzehoe-Land.
Está ubicado al oeste del estado, cerca de la desembocadura del río Elba en el mar del Norte y al noroeste de la ciudad de Hamburgo.